# Grands travaux du bassin aquitain
GTBA (Grands travaux du bassin Aquitain) était une entreprise du bâtiment du Sud Ouest de la France.

## Histoire
Elle a été rachetée en 2001 par le groupe GCC. 
Elle a été dissoute en février 2013.

## Domaines de référence
L'entreprise intervient notamment pour : 
- Établissements scolaires et universitaires
- Établissements hospitaliers
- Tertiaire
- Viti-vinicole
- Logements collectifs
- Bâtiments industriels

## Principales réalisations

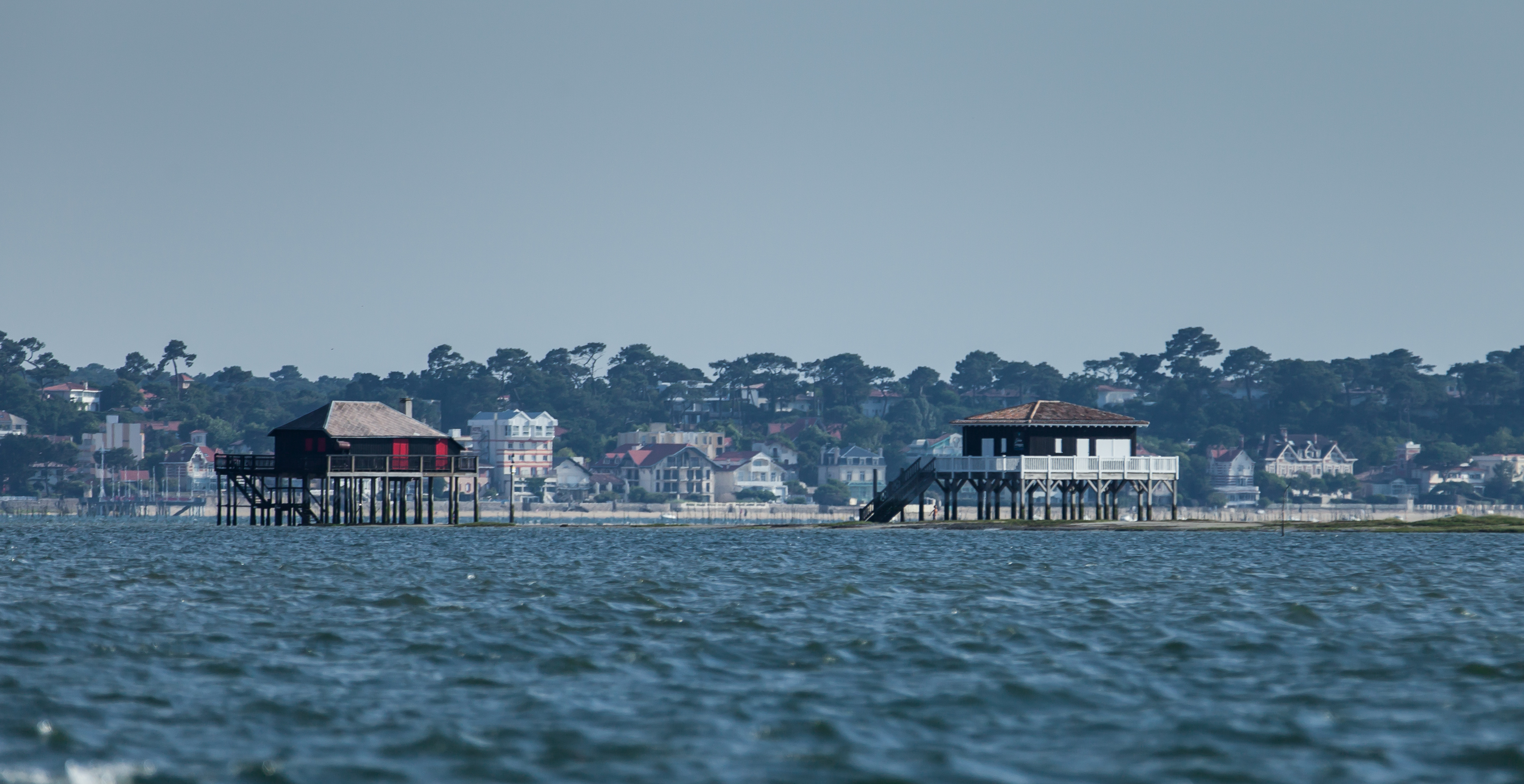
Cabane tchanquée conservant son aspect extérieur et entièrement reconstruite en bois à l'identique

- Restauration de la cabane tchanquée à La Teste-de-Buch, sur le bassin d'Arcachon, 2007.
- Pôle universitaire des sciences de gestion à Bordeaux (PUSG), 2006.
- Extension de l'hôtel du département à Bordeaux, 2007.
- Chais enterrés du château Gruaud Larose (Médoc), 1995.
- Extension et restructuration du château Lafaurie-Peyraguey (Sauternes), 2000.
- Réhabilitation du Stade Lescure à Bordeaux, 1998.
- Bureaux Phenix à Bordeaux, 2005
- IUT de journalisme à Bordeaux, 2002.
- Centre hospitalier de Marmande, 2002.
- Bâtiments d'entretien des avions Air France à Toulouse (45 000 m²), 2003.